# Canon EOS R
Canon EOS R — беззеркальный фотоаппарат с полнокадровой КМОП-матрицей, официально анонсированный компанией Canon 5 сентября 2018 года. Камера поддерживает стандарты Canon EOS, разработанные для зеркальных фотоаппаратов, и оснащена новейшим 12-контактным байонетом Canon RF с укороченным рабочим отрезком.
Снят с производства в июне 2023 года.

## Характеристики
Наиболее удачным элементом камеры её разработчики считают систему автофокуса Dual pixel CMOS AF, работоспособную при рекордно низкой освещённости, соответствующей -6 eV (используя объектив Canon RF 50 F1.2L USM, ISO 100, центральную точку, покадровую съемку). Фотоаппарат собран в пылевлагозащищённом корпусе из магниевого сплава, и обладает следующими особенностями:
- Полнокадровая матрица с разрешением 30,3 мегапикселя с поддержкой Dual pixel CMOS AF;
- Процессор DIGIC 8;
- Сверхбыстрая автофокусировка (самая быстрая в мире среди всех полнокадровых беззеркальных камер со сменным объективом);
- Для работы с объективами стандартов Canon EF и Canon EF-S выпущены три разных адаптера: обычный RF - EF, с управляющим кольцом и с оправой для вставных светофильтров. Объективы стандарта Canon EF-M не поддерживаются из-за более короткого рабочего отрезка[6];
- Электронный видоискатель c увеличением 0,76× и вынесенным выходным зрачком окуляра;
- Поворотный тачскрин типа TFT с автоматической и ручной подстройкой яркости;
- Запись видео стандарта 4K с частотой 30 кадров в секунду, Full HD с частотой 60 кадров в секунду или стандарта 720p с частотой до 120 кадров в секунду; доступны профили c-log с режимами 8 бит 4:2:0 при записи на карту памяти и 10 бит 4:2:2 при записи на внешний рекордер по HDMI;
- Возможность записи таймлапсов в форматах 4K и Full HD;
- Встроенные модули Bluetooth и Wi-Fi;
- Дистанционное управление со смартфона с помощью мобильного приложения Canon Camera Connect[7];
- Поддержка карт памяти SD/SDHC/SDXC, в том числе UHS-I и UHS-II;
- Поддержка Dual Pixel RAW;
- Поддержка режима E-TTL II вспышек серии EL/EX Canon Speedlite;
- Кроме традиционных режимов автоматического управления экспозицией в камере реализован новый, который обозначен в меню как Fv. При этом возможна ручная установка одного или нескольких параметров при автоматической регулировке оставшихся не установленными[8].

Отработка экспозиции может происходить как с помощью фокального затвора, так и без него регулировкой времени считывания матрицы. Последний режим обеспечивает совершенно бесшумную работу камеры, в том числе и при серийной съемке. Разработчики отказались от оснащения камеры внутренней системой стабилизации изображения смещением матрицы из соображений удешевления и сохранения эффективного теплоотвода фотосенсора. Такая система появилась в следующих моделях компании - Canon EOS R5 и Canon EOS R6.

## Обновление ПО
Версия прошивки 1.1.0 добавила серийную бесшумную съёмку и исправила ошибки связанные с работой карты памяти и бесшумной съемкой, а также неполадки связанные с работой ЭВИ и появлением шума в форме горизонтальных полос.
Версия прошивки 1.2.0 полностью устранила проблему с полосами и улучшила работу автофокусировки с обнаружением глаз: добавлена поддержка следящей автофокусировки (Servo AF) в режиме фотосъемки; теперь доступна при съемке видео вне зависимости от параметра "Видеосъемка со следящей автофокусировкой (Servo AF)"; добавили маленький размер рамки автофокусировки. Также исправили ошибки, возникающие при работе ЭВИ и обновлении встроенного ПО для беспроводного передатчика файлов WFT-E7.
Версия прошивки 1.3.0 добавила поддержку объектива Canon RF 24-240mm F4-6.3 IS USM.
В конце сентября 2019 года вышла версия прошивки 1.4.0, которая значительно улучшила автофокус камеры, увеличилась дальность работы фокуса по лицам и глазам, повышена точность фокусировки и слежения за объектами меньшего размера, уменьшено время задержки между фактической автофокусировкой и отображением рамки автофокусировки на изображениях в видоискателе или на ЖК-экране. По мнению экспертов, сейчас автофокус сравним с конкурентом в виде Sony A7III и Sony A7RIV. Ускорена отзывчивость камеры и сенсорного экрана, а также исправлена уязвимость, позволявшая взломать камеру по WiFi и зашифровать данные на карте памяти.
Версии прошивки 1.5.0 не было, в начале декабря 2019 года сразу вышла версия прошивки 1.6.0. Она содержит поддержку объектива RF 85mm F1.2L USM DS, исправление неполадок в работе кольца управления на объективах RF, внешних вспышек и Wi-Fi, а также все предыдущие обновления.
В июле 2020 года вышла версия прошивки 1.7.0, содержащая поддержку объективов RF 600mm F11 IS STM и RF 800mm F11 IS STM, экстендеров EXTENDER RF 1.4× и EXTENDER RF 2×, а также аккумулятора LP-E6NH. Улучшено воспроизведение через многофункциональную панель.
В ноябре 2020 года вышла версия прошивки 1.8.0, содержащая улучшение цветового баланса для объектива RF 50mm 1.8 STM, а также поддержку объективов RF 70-200mm F2.8 L IS USM и RF 100-500mm F4.5-7.1 L IS USM.

## Canon EOS Ra
5 ноября 2019 года компания представила свою первую полнокадровую (и первую беззеркальную) камеру для астрофотосъёмки Canon EOS Ra, созданную на базе камеры Canon EOS R и унаследовавшую все ее функции. Камера оснащена системой ИК-фильтров, которая расположена перед сенсором изображения и пропускает в 4 раза больше света H-альфа по сравнению с обычной EOS R. Еще одним отличием камеры от своего прародителя является возможность увеличения изображения на экране в 30 раз (вместо 10).
Canon EOS Ra является третьей по счёту камерой компании адаптированной для астрофотографии. Предыдущие две, Canon EOS 20Da и Canon EOS 60Da, были выпущены в 2005 и 2012 годах соответственно.
В сентябре 2021 года модель Canon EOS Ra была снята с производства.